# Йозеф Пецваль

Оптична схема об'єктива Пецваля

Йозеф (Йожеф) Пецваль (угор. Josef Maximilian Petzval; 1807–1891) — словацький математик, фізик і винахідник, широко відомий за його роботи з оптики; член Австрійської академії наук з 1849 року. Удостоєний низки іноземних нагород.
Вважається одним з основоположників геометричної оптики, сучасної фотографії та кінематографії. Серед його винаходів — «портретний» об'єктив Пецваля і театральний бінокль, які використовуються і сьогодні.

## Походження
Його називають словацьким фізиком/математиком, деякі джерела не згадують його національність або згадують його як "уродженця Спішу". Деінде він вказаний як австрійський математик.
Про його походження відомо, що "батько Пецваля, Ян Фрідріх, походив із села Лоденіце в Моравії; спочатку він писав Пецівал, і навіть є запис, що він був "Bohemus" і що він походив з "aus Mahren". Однак, сім'я була принаймні частково германізована в Спіші.
Питання національності Пецваля та його привласнення висвітлює стаття, в якій стверджується, що чеський фізик Віктор Тейслер вважав його словаком. Перший біограф Пецваля, Лайош Емені, пише у книзі "Життя і творчість Йозефа Печваля" (1902), що Печваль вільно володів німецькою, латинською та французькою мовами, а також "достатньою мірою" англійською та угорською мовами. Однак в угорському перекладі цієї книги під назвою Petzval József élete és érdemei (Будапешт 1906) вже міститься твердження, що Пецваль володів німецькою, латинською та угорською мовами, а також знав англійську та французьку. Юліус Данчо оцінює це так: "Намір перекладача очевидний". В іншому випадку, однак, Емені натякав на відсутність інтересу до Пецвалу в Угорщині; у листі до Міхаеля Грейзінгера від 4 травня 1903 року він прямо скаржився на це: "...чи не тому, що Пецваль не співав патріотичних козацьких пісень?" Йозеф Марія Едер (Geschichte der Photographie, 1932) вважав його німцем, доказів цьому він не надав. В іншій угорській монографії Яноша Сереша (Petzval József : 1807-1891 : a fényképező optika magyar származású feltalálójának mérnöki, professzori és feltalálói működése, 1954) він пише про нього лиш як про угорця. Шандор Майорош у статті "Magyar volt-e Pezval Jószef?", який бере за доказ того, що Пецвал був угорцем, його лист-подяку 1973 року, де він пише "...як вірний син угорської батьківщини", оминаючи той факт, що Печвал називає не свою національність, а свою державу. Під час свого перебування у Відні Пецвал публічно не заявляв про свою словацьку, як і про будь-яку іншу національність, отож він не був угорцем.
Ондрей Пьосс: "Петцваль був одним з найвидатніших вчених Словаччини у 19 столітті. Про його національність йшлося майже в кожній праці, яка оцінювала його життя і творчість. Навіть сьогодні це питання не можна закрити однозначно". 

## Біографія
Народився 6 січня 1807 року в місті Спишській-Белі Королівства Угорщина Австрійської імперії. У 1801 році його батько одружився з Зузаною Кройцманн, яка народилася в місті Спишська-Бела. У сім'ї було шестеро дітей. Батько Йозефа працював учителем в євангельській школі в Спішська-Бела, також був органістом і диригентом. Маючи репутацію музиканта, був обдарованим механіком.
Спочатку Йозеф навчався в початковій школі міста Кежмарок і школі міста Подолинець. 1 жовтня 1819 року вступив в середню школу міста Левоча. Був одним з кращих учнів в латинській мові, при цьому відставав в математиці. Але через деякий час ліквідував цей недолік. Після закінчення середньої школи навчався два роки в ліцеї міста Кошиці (з 1823 по 1825 рік). Після закінчення рік пропрацював педагогом у графів Альмашші в Хевеші. З 1826 по 1828 роки навчався в Будапештському університеті в Буді, отримавши диплом інженера в 1828 році. У цьому ж році він вступив на магістратуру університету, ставши ад'юнктом кафедри на фізичному факультеті в 1831 році. З 1828 по 1835 роки одночасно Пецваль працював в якості інженера міського господарства міста Буда. У 1830 році гребля, побудована за його проектом врятувала місто від повені, викликаної Дунаєм. Після отримання докторського ступеня в 1832 році, він викладав як ад'юнкт-професор в університеті, де в 1835 році він був призначений професором з вищої математики. У 1836 році Йозеф Пецваль був запрошений у Віденський університет, де очолив кафедру математики в 1837 році, і працював професором до 1877 року. Крім математики, він займався проблемами механіки, балістики, оптики і акустики.
Вчений жив в покинутому монастирі на горі Каленберг, де заснував власну майстерню по обробці скла, виготовляючи лінзи, які пізніше стали всесвітньо відомими. У 1840 році він сконструював свій знаменитий фотографічний об'єктив. А в 1845 році у Пецваля стався конфлікт з підприємцем Петером Вільгельмом Фрідріхом фон Фогтлендером (Peter Wilhelm Friedrich von Voigtländer (1812—1878)) про те, хто має право випускати ці об'єктиви. У 1859 році будинок вченого був зламаний, а його рукописи — результат багатьох років досліджень — були знищені. Відновлення документів не було можливим, і його видатний рукопис з оптики був назавжди втрачений. З цього моменту Йозеф Пецваль зайнявся акустикою і став віддалятися від суспільства. Його спільне з виробником оптики Карлом Діцлером (нім. Carl Dietzler) підприємство провалилось (не без участі Фогтлендера) в 1862 році, а сам Діцлер помер в 1872 році.
У 1869 році Пецваль одружився зі своєю хатньою робітницею, але вона померла чотири роки по тому. У 1877 році він припинив читання лекцій, пішов у монастир на Каленберг і став відлюдником — триваюча полеміка з Фогтлендером, втрата рукописів і невдачі в бізнесі зробили свою справу.
До кінця життя виявився в скрутному становищі і був майже забутий. Був похований на Центральному кладовищі Відня .

## Пам'ять

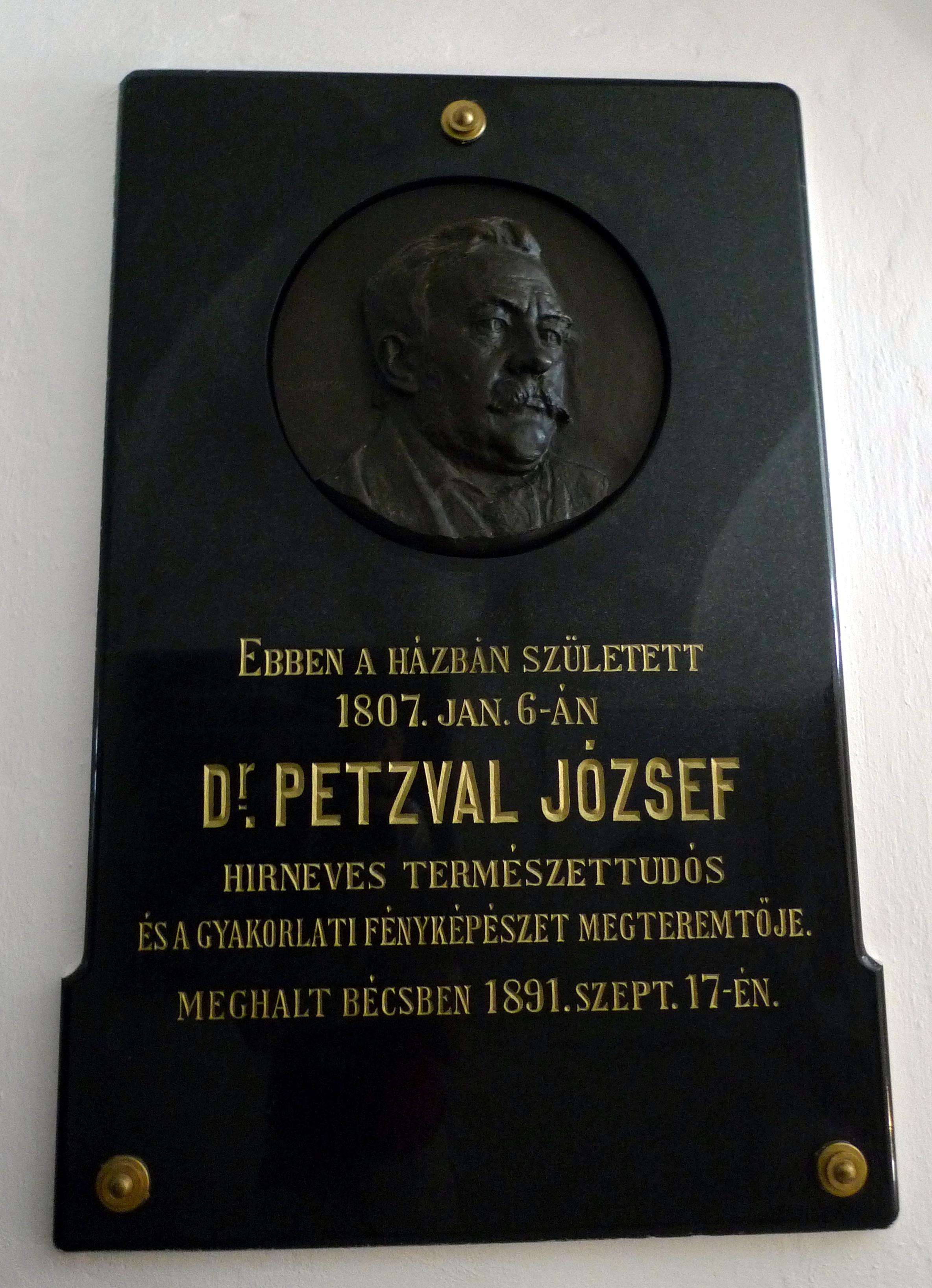
Пам'ятна дошка в Спішська-Бела

- У Спішська-Бела в будинку, де народився вчений, є Музей історії фотографії і кінематографії імені Йозефа Пецваля, що є частиною Словацького технічного музею в Кошицях.
- Його ім'ям названо кратер на зворотному боці Місяця.
- Також його ім'ям названа мала планета, відкрита в 1980 році (3716 Petzval, 1980 TG).
- У 1928 році Австрійська рада з освіти заснувала Petzval Medal, яка вручається за особливі досягнення в області наукової фотографії.
- В Словаччині, Австрії та Угорщині є вулиці, названі на честь Йозефа Пецваля.
- У 2013 році ломографічне суспільство за допомогою сервісу добровільних пожертвувань Kickstarter зібрало 1,3 мільйони доларів на випуск сучасної версії об'єктива «New Petzval 2,2 / 85» для 35-мм фотокамер.